# باشگاه فوتبال شوشی
باشگاه فوتبال شوشی (ترکی آذربایجانی: Şuşa Futbol Klubu) یک باشگاه فوتبال منحل‌شده در جمهوری آذربایجان بود که در شهر باکو فعالیت داشت.